# Terremoto 10.0
Terremoto 10.0 (10.0 Earthquake) è un film del 2014 diretto da David Gidali.

## Trama
Non appena una serie di terremoti inizia a tormentare Los Angeles, la scienziata Emily teorizza che un super terremoto farà crollare tutta la città in una voragine piena di lava. L'ingegnere Jack, che lavora in una compagnia responsabile dei terremoti a causa della fratturazione idraulica operata, si sente obbligato ad essere d'aiuto ed insieme a Emily attraversa tutta la città oramai in via di distruzione con la speranza di spostare l'epicentro in una zona meno popolata e salvare così la vita di milioni di persone.